# Kanton Longvic
 Longvic is een kanton van het Franse departement Côte-d'Or. Het kanton maakt deel uit van het arrondissement  Dijon en Beaune.  

Het telt 23.713 inwoners in 2018.

Het kanton werd gevormd ingevolge het decreet van 18  februari 2014 met uitwerking op 22 maart 2015.

## Gemeenten
Het kanton Longvic omvat bij zijn oprichting 27  gemeenten.
Op 1 januari 2019 werden de gemeenten Clémencey en Quemigny-Poisot samengevoegd tot de fusiegemeente (commune nouvelle) Valforêt.
Sindsdien omvat het kanton volgende 26  gemeenten: 
- Bévy
- Bretenière
- Brochon
- Chambœuf
- Chambolle-Musigny
- Chevannes
- Collonges-lès-Bévy
- Couchey
- Curley
- Curtil-Vergy
- Détain-et-Bruant
- L'Étang-Vergy
- Fénay
- Fixin
- Gevrey-Chambertin
- Longvic
- Messanges
- Morey-Saint-Denis
- Ouges
- Perrigny-lès-Dijon
- Reulle-Vergy
- Segrois
- Semezanges
- Ternant
- Urcy
- Valforêt